# Тихомировщина
Тихоми́ровщина — деревня в Колчановском сельском поселении Волховского района Ленинградской области.

## История
Деревня Тихомиров Двор упоминается на карте Санкт-Петербургской губернии А. М. Вильбрехта 1792 года.
На карте Санкт-Петербургской губернии Ф. Ф. Шуберта 1834 года обозначена деревня Тихомировщина (Масельга) при Масельском погосте.

ТИХОЛИДОВ ДВОР — деревня принадлежит статскому советнику Петрашевскому, число жителей по ревизии: 33 м. п., 37 ж. п. (1838 год)

На карте Ф. Ф. Шуберта 1844 года отмечена деревня Масельского погоста — Тихомировщина (Масельга).

ТИХОМИРОВ ДВОР — деревня статской советницы Петрашевской, по просёлочной дороге, число дворов — 13, число душ — 27 м. п. (1856 год)

ТИХОМИРОВ ДВОР — деревня владельческая при Белом озере, число дворов — 12, число жителей: 28 м. п., 34 ж. п. (1862 год)

В 1883—1884 годах временнообязанные крестьяне деревни выкупили свои земельные наделы у С. В. Демора и стали собственниками земли.

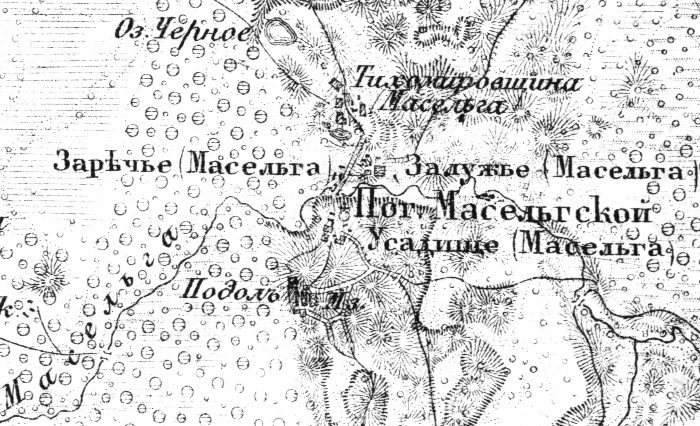
Деревня Тихомировщина на карте Ф. Ф. Шуберта 1872 года

Согласно военно-топографической карте 1872 года деревня называлась Тихомировщина (Масельга). 
Согласно материалам по статистике народного хозяйства Новоладожского уезда 1891 года имение при селении Тихомировщина площадью 34 десятины принадлежало местному крестьянину И. Веселову, имение было приобретено до 1868 года.
В конце XIX — начале XX века деревня административно относилась к Усадище-Масельгской волости 3-го стана Новоладожского уезда Санкт-Петербургской губернии.
Согласно военно-топографической карте Петроградской и Новгородской губерний издания 1915 года деревня называлась Тихомировщина (Масельга) и вместе с деревнями Заречье, Залужье и Усадище, относилась к Масельгскому погосту.
По данным 1933 года деревня Тихомировщина входила в состав Массельгского сельсовета Волховского района.
По данным 1966 года деревня Тихомировщина входила в состав Масельгского сельсовета.
По данным 1973 и 1990 годов деревня Тихомировщина входила в состав Колчановского сельсовета.
В 1997 году в деревне Тихомировщина Колчановской волости проживали 11 человек, в 2002 году — также 11 человек (все русские).
В 2007 году в деревне Тихомировщина Колчановского СП — 5, в 2010 году — 3 человека.

## География
Деревня расположена в центральной части района на автодороге 41К-398 (Усадище — Тихомировщина).
Расстояние до административного центра поселения — 23 км.
Расстояние до ближайшей железнодорожной платформы Лунгачи — 15 км.
Деревня находится на правом берегу реки Масельга, на южной окраине деревни находится озеро.

## Демография
| 1838 | 1862 | 1997 | 2002 | 2007 | 2010 | 2013 |
| ---- | ---- | ---- | ---- | ---- | ---- | ---- |
| 70   | ↘62  | ↘11  | →11  | ↘5   | ↘3   | ↗4   |
| 2017 |      |      |      |      |      |      |
| ↗12  |      |      |      |      |      |      |

### Национальный состав
По данным Всероссийской переписи населения 2021 года в деревне проживали 9 человек, все русские.